# Santee (Nebraska)
Santee – wieś w Stanach Zjednoczonych, w stanie Nebraska, w hrabstwie Knox.